# Gunnar Martens
Gunnar Martens (født 7. april 1940) er en dansk embedsmand.
Han var den tredje rigsombudsmand på Grønland, og havde denne stilling fra 1. juli 1995 til 31. marts 2002. I 2001 blev han Ridder af 1. grad af Dannebrogordenen.